# Bijdorpstraat 1-29, 46
Bijdorpstraat 1-29, 46 is een gebouw aan de zuidelijke zoom van het Bijdorpplantsoen, Amsterdam-Oost.
Hier stonden in vroeger tijden personeelswoningen die behoorden bij de Bijlmerbajes, die even ten noorden van het complexje stond. In aanloop tot de sluiting van die gevangenis kwamen er steeds meer woningen in dit straatje (toen nog onderdeel van de H.J.E. Wenckebachweg) leeg te staan. Alles in afwachting van de uiteindelijke sloop, die echter nog jaren op zich liet wachten. Het Rijk (eigenaar) en de gemeente wisten niet goed wat ze met de panden aanmoesten, nieuwe huurders/gebruikers voldeden vaak niet aan het bestemmingsplan. Vanaf twee jaar leegstand werden de woningen successievelijk gekraakt; het werd bekend onder de naam Bajesdorp. Als het besluit tot sloop van de gevangenis ten uitvoer wordt gebracht (2018) blijft dit stukje bebouwing nog lang overeind staan. Er wonen dan zowel krakers, anti-krakers als bewoners.  Omdat uiteindelijke sloop toch blijft dreigen werd in 2011 de Vereniging Bajesdorp opgericht. Deze vereniging gaat in onderhandeling met het Rijk en Stadsdeel Amsterdam-Oost. Het Rijk wilde de grond verkopen aan Amsterdam, maar die had er geen zin in. Er werd vervolgens een tender uitgeschreven, die werd gewonnen door de projectontwikkelaar AM, die samenwerking zocht met de Vereniging Bajesdorp het is dan 2017. Uiteindelijk werd met hulp van oud-kraker en Hogeschool van Amsterdamonderzoeker Jaap Draaisma een oplossing gevonden. De gemeente koopt alsnog te grond en geeft die in erfpacht aan de Vereniging (2019). Het kan de huizen niet van de sloop redden, maar de dan in het leven geroepen Woningbouwcoöperatie Bajesdorp gaat aan de slag voor nieuwbouw.
Eind 2022 begon de bouw van de kubusachtige nieuwbouw. Het is “slechts” vier verdiepingen hoog, waarvan de begane grond toebedeeld wordt aan studio’s en een “sociale kantine”. Daarboven komen woningen voor twintig bewoners en ateliers. Het gebouw wordt opgetrokken in een betonnen casco waaraan een bamboe schild wordt gehangen. Het ontwerp is afkomstig van Martin Kuitert van Studio Seven Architecten uit Almere. Het gebouw komt dan midden tussen het groen te staan. Jaap Huisman omschreef het als een groene oase binnen het Bajeskwartier, mede door de nog steeds aanwezige Bajestuin.